# جنبش ضد پورنوگرافی در انگلستان
جنبش ضد پورنوگرافی در انگلستان یک جنبش اجتماعی است که به دنبال کاهش دسترسی به پورنوگرافی در این کشور است. این اصطلاح چتر است که برای گروه‌ها و افراد مختلف اعمال می‌شود. جنبش از دو منظر مشخص سرچشمه می‌گیرد: برخی از فمینیست‌ها مخالف پورنوگرافی هستند زیرا آن‌ها آن را وسیله‌ای برای تحقیر زنان می‌دانند، در حالی که برخی محافظه‌کاران (هم مذهبی و هم سکولار) آن را غیراخلاقی می‌دانند. این جنبش تأثیری در قانون‌گذاری داشته‌است، در نتیجه تعدادی از قوانین برای محدود کردن در دسترس بودن ژانرهای خاصی از پورنوگرافی که در تعدادی از کشورهای دیگر قانونی است، در نظر گرفته شده‌است. فمینیست‌های ضد سانسور این جنبش را هماهنگ‌تر و سازمان یافته‌تر از جنبش‌های مشابه در سایر دموکراسی‌های لیبرال غربی توصیف کرده‌اند.

## مخالفت فمینیستی رادیکال
در دهه ۱۹۷۰، چندین گروه ضد پورنوگرافی به‌وجود آمد، از جمله گروه‌های متمرکز قانونی مانند کمپین علیه پورنوگرافی و کمپین علیه پورنوگرافی و سانسور، و همچنین گروه‌های مرتبط با فمینیسم انقلابی مانند زنان علیه خشونت علیه زنان و اقدام مستقیم آن بر خلاف زنان عصبانی از تبعیض. . مخالفت با پورنوگرافی خشونت‌آمیز یا تحقیرآمیز از سوی فمینیسم رادیکال که همچنان به جدال علیه تبعیض و خشونت جنسیتی ادامه می‌دهند، تا به امروز ادامه دارد. 

## مخالفت محافظه کار و مذهبی
مخالفت شدید با پورنوگرافی در انگلستان از گروه فشار مسیحی Mediawatch-UK (که قبلاً با عنوان انجمن بینندگان و شنوندگان ملی شناخته می‌شد) بوده‌است. این سازمان که تا سال ۱۹۹۱ توسط ماری وایت هاوس، فعال اجتماعی تأسیس و رهبری شد، آرزو دارد که بر پورنوگرافی مسلط باشد. 

## مبارزه علیه پورنوگرافی خشونت‌آمیز
یک کمپین برای محدود در دسترس بودن پورنوگرافی خشونت‌آمیز در اینترنت در سال ۲۰۰۴ پس قتل جین Longhurst توسط گراهام کوتس؛ مردی که پورنوگرافی اینترنتی، به‌ویژه از سایت طلسم اختناق مشاهده کرده بود؛ راه‌اندازی شد. نگرانی از ارتباط بین این جنایت و آنچه دولت «پورنوگرافی افراطی» می‌نامد، منجر اعتراض‌های مادر لانگ هورست، لیز، پلیس، مارتین سالتر، نماینده مجلس و دیوید بلونکت، وزیر امور داخله برای ممنوعیت چنین وب سایت‌هایی شد. یک کمپین توسط دولت و لیز Longhurst طوماری از با امضا بیش از ۵۰٬۰۰۰ که خواستار ممنوعیت «سایت‌های اینترنتی گسترده ترویج خشونت علیه زنان به نام رضایت جنسی» بود جمع‌آوری کرد. وزارت امور داخله گزینش را درمورد پیشنهادها برای جرم در اختیار داشتن «مطالب شدید مستهجن» که ۶۳٪ از پاسخ‌ها مخالف قانون جدید بودند، انجام داد. با این حال، این قانون توسط گروه‌های ضد پورنوگرافی Mediawatch و Mediamarch و همچنین برخی از فمینیست‌های رادیکال مانند جولی بینل حمایت می‌شد. برخی از کسانی که به مشاوره دولت، به ویژه سازمان‌های پلیس پاسخ می‌دهند، احساس کردند که این پیشنهاد باید خیلی فراتر رود و باید محدودیت‌های سخت‌تری برای همه مستهجن اعمال شود. در تاریخ ۳۰ اوت ۲۰۰۶، دولت انگلستان اعلام کرد که قصد دارد قانونی را برای جرم در اختیار داشتن «مستهجن افراطی» مجازات کند، اولین باری که داشتن مستهجن به‌تصویر کشیدن بزرگسالان در انگلیس جرم محسوب می‌شود. در سال ۲۰۰۹، بخش ۶۳ از قانون عدالت کیفری و مهاجرت ۲۰۰۸ داشتن برخی از انواع پورنوگرافی، از جمله پورنوگرافی خشونت‌آمیز را جرم شمرده‌است. این جرم تا ۳ سال زندان قابل مجازات است.

## هیئت طبقه‌بندی فیلم انگلیس
مواد هاردکور تا سال ۲۰۰۰ تقریباً ۳۰ سال پس از ایالات متحده و بقیه اروپا قانونی نبودند. مواد فیلمبرداری هنوز باید توسط طبقه‌بندی هیئت مدیره فیلمهای بریتانیایی تأیید شود تا از نظر قانونی عرضه شود. این امر باعث شده‌است رسانه‌های انگلیس به یکی از منظم‌ترین دمکراسی‌های لیبرال تبدیل شوند. توزیع آثار پورنوگرافی، از جمله مطالب مکتوب، با اعمال انتشارات ناشناخته محدود شده‌است.